# مت والکر (شناگر)

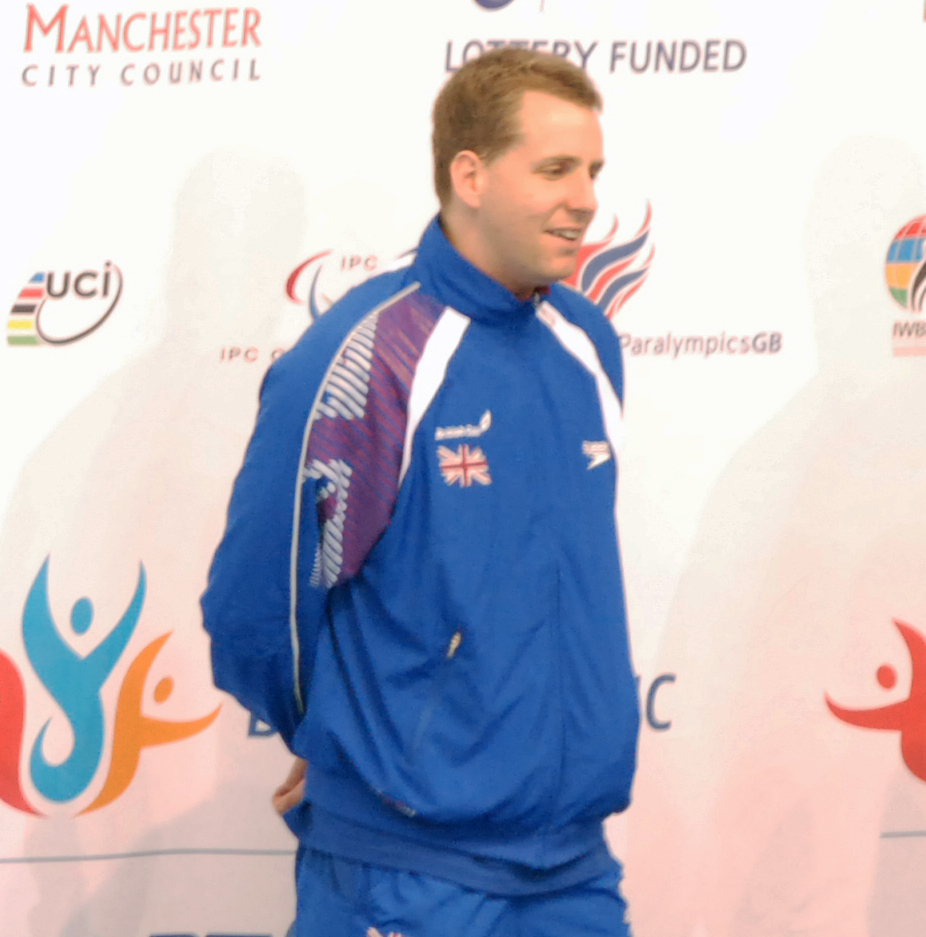
مت واکر

مت والکر (به انگلیسی: Matt Walker) (زادهٔ ۲۵ آوریل ۱۹۷۸) شناگر اهل بریتانیا است.